# Жираф Софи

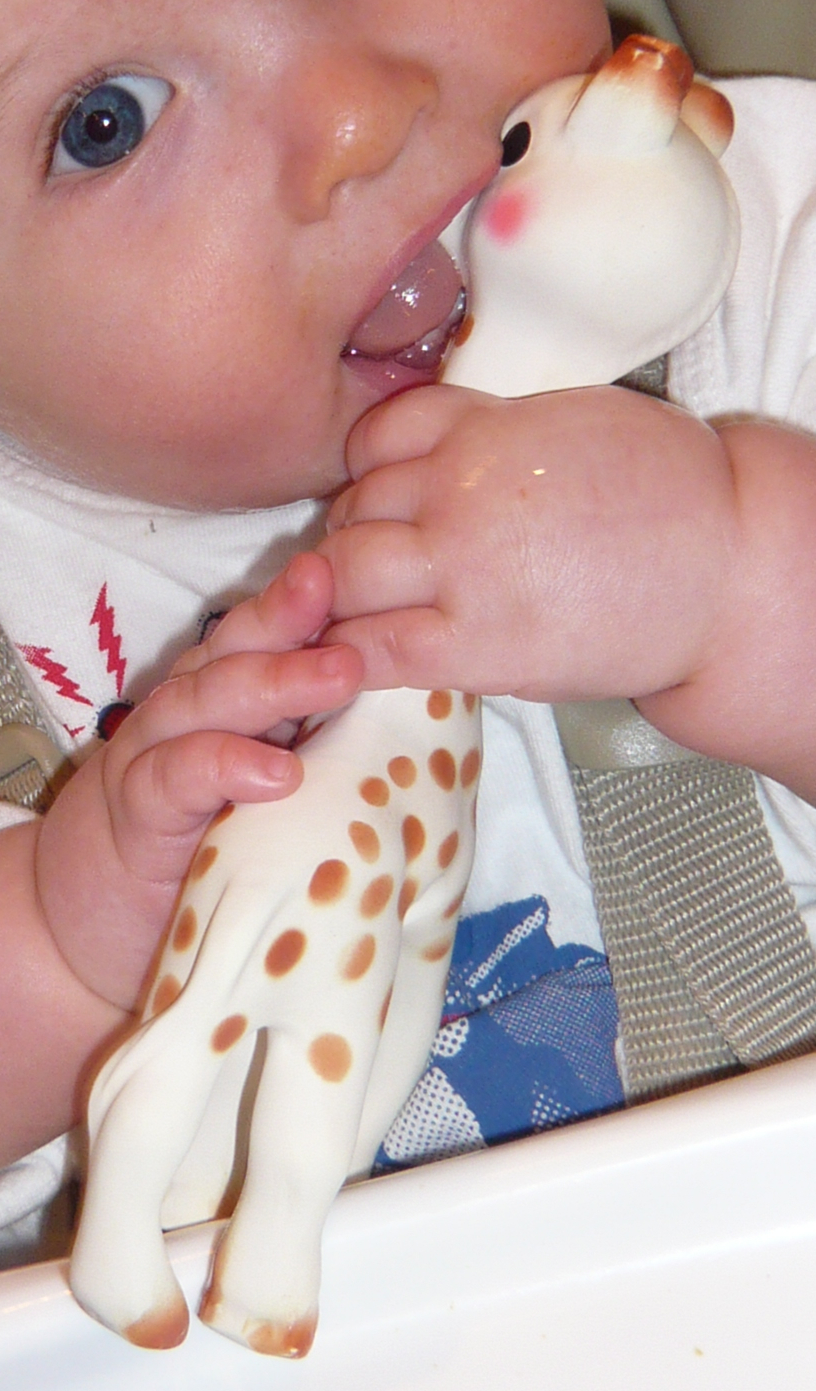
Жираф Софи

Жираф Софи — игрушка-прорезыватель в форме жирафа, изготовляемая из натурального каучука.

## История
Игрушка «Sophie la Girafe» производится во Франции с 1961 года, сначала в Аньер-сюр-Уаз, недалеко от Парижа, компанией Delacoste, а с 1991 года компанией Vulli, чей главный офис находится в Румилли во французских Альпах. Название игрушки связано с запуском в продажу 25 мая 1961 года, в день памяти святой Мадлен Софи Бара. По данным «Slate», игрушка получила широчайшую популярность во Франции, где каждый год таких жирафов продается больше (816 000 в 2010 году), чем рождается детей (796 000).
Софи также популярна в Соединенных Штатах, где продаётся уже несколько десятилетий, она даже появилась в фильме «Трое мужчин и младенец» (1987), после чего поднялась на вершину рейтинга детских товаров на Amazon.com. Продавать Софи начали в Калифорнии, в модном районе Голливуда, а затем её популярность начала расти благодаря сарафанному радио, особенно на Amazon.com с 2008 года. Возможные причины успеха Софи заключаются в том, что игрушка позиционируется как экологически чистая, а также из-за растущего недоверия потребителей к стандартам безопасности и здоровья продуктов, произведённых в Китае с 2007 года.
В 2009 году Американская ассоциация розничной торговли специализированными игрушками признала Жирафа Софи продуктом года.

## Содержание опасных веществ
В выпуске немецкого потребительского журнала Öko-Test за ноябрь 2011 г. сообщалось, что Жирафа Софи нельзя продавать в Германии из-за нарушения установленных законом предельных значений для нитрорастворимых веществ. Тест показал 0,781 мг/кг, в то время как немецкий стандарт потребительских продуктов и продуктов Bedarfsgegenständeverordnung (BedGgstV) предусматривает предел 0,1 мг/кг. Первоначально Vulli заявила, что в этом случае должно применяться другое правило, допускающее концентрацию до 1 мг/кг, окружной суд Берлина выпустил предварительный судебный запрет на публикацию отчета Öko-Test . Материал впоследствии был удален с сайта журнала, а судебный запрет был отменён в январе 2012 года.
Chemische und Veterinäruntersuchungsamt Stuttgart (CVUA) воспроизвела заявление Öko-Test в результате чего немецкое агентство по безопасности Technischer Überwachungsverein (TÜV) выдвинуло обвинения против Vulli, а Öko-Test восстановила онлайн-отчет на своем веб-сайте. Vulli ответила, отозвав жирафа Софи и аналогичные товары у немецких розничных продавцов и предложив обменять их на товары, произведенные в марте 2012 года или позднее, которые, по словам Vulli, соответствуют более строгим немецким ограничениям.